# Wojciech Szkiela
Wojciech Szkiela (ur. 26 maja 1933 Warszawie, zm. 23 października 2013 tamże) – polski dziennikarz sportowy, działacz krajowego i międzynarodowego ruchu kolarskiego, wiceprezes Polskiego Związku Kolarskiego

## Życiorys
Był synem Stanisława Szkieli (1904-1983), działacza kolarskiego, jednego z założycieli i wieloletniego prezesa RKS Sarmata Warszawa. W 1955 ukończył studia polonistyczne na Uniwersytecie Warszawskim.
Jako dziennikarz sportowy debiutował pod koniec studiów, na łamach "Życia Warszawy". Od 1957 do 1990 pracował w "Dzienniku Ludowym", gdzie kierował redakcją sportową. Od 1958 należał do Klubu Dziennikarzy Sportowych, od 1960 był członkiem jego zarządu, następnie także sekretarzem generalnym klubu. Ze swoją gazetą angażował się w popularyzację sportu w środowisku wiejskim, m.in. uczestniczył w organizacji masowych zawodów siatkarskich, szachowych (turniej "O Złotą Wieżę"), zimowych (akcja "Nie bójmy się zimy"). Po powierzeniu Dziennikowi Ludowemu współorganizacji Wyścigu dookoła Polski w 1966, został jego dyrektorem i pełnił tę funkcję do 1989. Od 1973 z jego inicjatywy Dziennik Ludowy patronował ogólnopolskim zawodom w kolarstwie przełajowym (tzw. challenge redakcji DL). Równocześnie relacjonował największe imprezy sportowe (m.in. igrzyska olimpijskie letnie (7 x) i zimowe (3 x) w latach 1960-1994. W latach 1976–1981 był członkiem zarządu Polskiego Związku Kolarskiego, od czerwca 1977 jego wiceprezesem, od sierpnia 1977 także wiceprezesem Stowarzyszenia Organizatorów Imprez Kolarskich (AIOCC). 
W latach 1990–1993 publikował na łamach "Słowa Powszechnego", a następnie od 1993 do 1996 był redaktorem naczelnym "Toto Sportu", przeszedł na emeryturę po likwidacji magazynu.

## Wybrane odznaczenia
- Złoty Krzyż Zasługi (1972)
- Krzyż Kawalerski Orderu Odrodzenia Polski (1978)
- Krzyż Oficerski Orderu Odrodzenia Polski (1986)
- Krzyż Komandorski Orderu Odrodzenia Polski (2005)